# Pteromalus albitarsis
Pteromalus albitarsis är en stekelart som beskrevs av De Stefani 1907. Pteromalus albitarsis ingår i släktet Pteromalus och familjen puppglanssteklar.
Artens utbredningsområde är Eritrea. Inga underarter finns listade i Catalogue of Life.